# Maximin Giraud
Pour les articles homonymes, voir Giraud.
Maximin Giraud, né à Corps le 26 août 1835 où il est mort le 1er mars 1875, fut témoin avec Mélanie Calvat de l'apparition mariale de La Salette en Isère le 19 septembre 1846.
Après une enquête canonique, l'apparition est officiellement reconnue par l'évêque de Grenoble. Maximin entame une vie d'errance en France et en Italie. Il meurt dans le plus grand dénuement à Corps, son village d'origine, âgé d'à peine 40 ans. Il est enterré dans le cimetière du village.

## Biographie

### Enfance
Pierre Maximin Giraud est né à Corps dans l'Isère. Il est le fils de  Germain Giraud, charron de son état et d'Angélique Templier. Si la mère est de la même région, le père vient d'un canton voisin. Le couple a déjà une fille prénommée Angélique âgée de sept ans. La mère meurt quand Maximin n'a que 17 mois. Peu après, Germain Giraud se remarie avec Marie Court. Maximin vit avec son père qui s'occupe peu de lui, étant occupé à son atelier ou se délassant au café. Sa nouvelle femme ne s'intéresse guère à l'enfant. Maximin grandit comme il peut, en passant une grande partie de son temps laissé à lui-même en compagnie de son chien et de sa chèvre avec lesquels il parcourt les rues du village, n'allant jamais en classe et ne recevant pas non plus d'instruction religieuse. Comme tout le monde dans la commune, Maximin parle le dialecte arpitan, du Dauphiné,  mais il apprend tout de même quelques mots de français en traînant parmi les conducteurs de diligence et les relais de voitures. Il est âgé de 11 ans en 1846.

### Apparition mariale

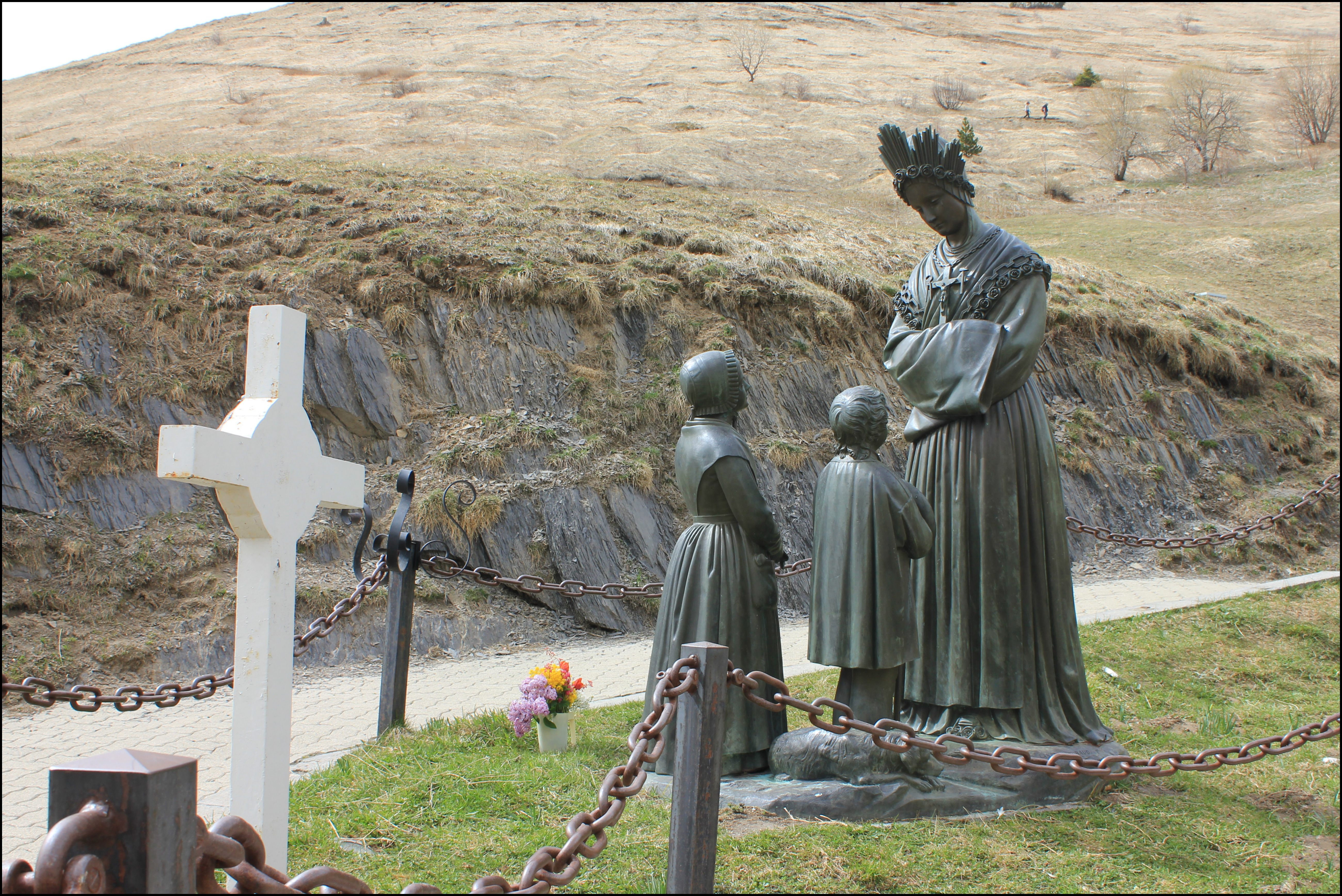
Représentation de la Vierge et des 2 jeunes bergers dans le sanctuaire marial de La Salette.

Le 19 septembre 1846 il est envoyé garder un troupeau par un paysan sur les hauteurs de La Salette avec une jeune fille Mélanie Calvat. Maximin vient d'avoir 11 ans, Mélanie en a 14. Les deux enfants ne se connaissent que depuis la veille. Vers 15 h, alors qu'ils sont à la recherche de leurs bêtes, ils sont témoins d'une apparition de la Vierge Marie. La Vierge transmet à Maximin et à Mélanie un message public à diffuser aux habitants, ainsi qu'un « message personnel » (un secret). De retour chez eux ils rapportent leur vision et message reçu, et leurs auditeurs associent la « belle dame » à la Vierge Marie.
Au cours des trois ans qui suivent l'apparition, Maximin voit mourir son demi-frère, Jean-François, sa belle-mère et son père (1847/1850). Orphelin à l'âge de 14 ans, il est recueilli par le frère de sa mère, dit l'oncle Templier, un homme rude et calculateur. L'apparition est officiellement reconnue par Mgr Philibert de Bruillard, évêque de Grenoble, le 16 novembre 1851. Sur ordre du pape Pie IX, les secrets de Maximin et de Mélanie sont mis par écrit par les voyants et envoyés au pape la même année.
Après l'apparition, Maximin est placé comme pensionnaire à l'école des Sœurs de la Providence à Corps, où a lieu une enquête concernant l'apparition. Ses progrès à l'école sont lents, gênés par la pression constante de pèlerins et d'autres curieux.

### Rencontre avec Jean-Marie Vianney
Contre l'avis du curé de sa paroisse, et bravant les ordres de l'évêque de Grenoble, des royalistes conduisirent le jeune garçon à Ars pour y rencontrer le célèbre curé, Jean-Marie Vianney, en espérant que celui-ci l'interroge sur le « secret » de Maximin. Cette visite au Curé d'Ars entraîne « l'incident d'Ars » où le curé déclare que devant lui, Maximin s'est rétracté de l'apparition, ce à quoi Maximin répondra, lors des interrogatoirs à l'évêché de Grenoble, qu'il ne s'est jamais démenti devant le Curé d'Ars. Le quiproquo entre le curé et le voyant ne sera jamais clairement expliqué mais donnera lieu à de multiples hypothèses.

### Maturité mouvementée
Par la suite, il ne cessera de passer d’un endroit à l'autre. Il entre au petit Séminaire de Rondeau, et le quitte ensuite pour l'abbaye de la Grande Chartreuse. De là, il se rend à Seyssins puis à Rome, et ensuite à Dax, Aire-sur-l'Adour et Le Vésinet, une ville nouvelle et très cossue de la région parisienne, après cela à Tonnerre, Petit-Jouy-en-Josas près de Versailles et finalement Paris. Après avoir essayé le Séminaire et travaillé dans une maison de personnes âgées, il tente des études de médecine. Ayant raté ses examens, il trouve du travail dans une pharmacie. Finalement, Maximin entre dans le corps des Zouaves pontificaux, chargés de défendre les États du Pape et d'assurer leur protection. Après six mois de service, il met fin à son contrat et revient à Paris.
Yves Chiron rapporte que « l'apparition dont il avait été bénéficiaire, l'avait ramené à une foi chrétienne solide mais n'avait pas détruit son caractère, ni ôté tous ses défauts ». L'auteur ajoute que « l'immense publicité donnée très vite à l'apparition, la curiosité dont les voyants furent l'objet, les pressions qu'ils subirent de la part d'auteurs et de personnages point toujours équilibrés, tout cela put les perturber encore plus ».
Le journal La Vie Parisienne ayant publié une attaque contre la Salette et les deux enfants, Maximin proteste et le journal imprime une rectification. À la suite de cette affaire, en 1866 il publie un court travail appelé Ma profession de foi sur l'apparition de Notre-Dame de La Salette,. Il avait alors 31 ans. En 1868, au cours d'une controverse sur les apparitions avec Mgr Georges Darboy, archevêque de Paris, le 4 décembre 1868, il aurait prédit à celui-ci qu'il serait fusillé, ce qui fut le cas lors de la Commune.
C'est à cette époque que la famille Jourdain, un couple qui s'intéressait beaucoup à lui, vient apporter dans sa vie un élément de stabilité et, en prenant sur elle le risque financier, efface ses dettes. Maximin s'associe alors à un négociant en alcool. L'affaire tourne mal et il est bientôt ramené à la ruine.

### Fin de vie et mort
En 1870, il est enrôlé dans l'armée Impériale et affecté au fort Barraux près de Chambéry. Il revient ensuite à Corps où il est rejoint par les Jourdain. Tous les trois vivent pauvrement, aidés par les pères du sanctuaire avec l'approbation de l'évêque de Grenoble. En novembre 1870, Maximin fait un pèlerinage au sanctuaire. Devant une assistance attentive, il répéte l'histoire de La Salette comme il l'avait fait le premier jour.
En février 1875, il visite l'église de sa paroisse. Le soir du 1er mars, Maximin se confesse et communie, buvant un petit peu d'eau de La Salette pour avaler l'hostie. Il meurt peu après. Il n'avait pas encore quarante ans. Son corps repose au cimetière de Corps, mais son cœur se trouve dans la basilique de La Salette.
Ayant voulu souligner encore une fois son amour pour La Salette, il avait solennellement proclamé :
« Je crois fermement, même s'il fallait verser mon sang, à la célèbre apparition de la Très Sainte Vierge sur la montagne sainte de La Salette, le 19 septembre 1846, apparition que j'ai défendue par mes paroles et par ma souffrance... C'est dans cet esprit que je donne mon cœur à Notre-Dame de La Salette ».

## Œuvres
- Maximin Giraud, Ma profession de foi sur l'apparition de N.-D. de la Salette ou réponse aux attaques dirigées contre la croyance des témoins, Paris, H Charpentier, 1866, 72 p. (lire en ligne).